# Płastun (Rosja)
Płastun – osiedle typu miejskiego w Rosji, w Kraju Nadmorskim. W 2010 roku liczyło 5350 mieszkańców.